# Oberwohlbach
Oberwohlbach ist ein Gemeindeteil der Gemeinde Hohenkammer im oberbayerischen Landkreis Freising.

## Lage
Oberwohlbach liegt einen Kilometer nördlich von Hohenkammer, über die 200 m westlich verlaufende Bundesstraße 13 ist sie mit dem Hauptort verbunden.

## Geschichte
Das 10 Höfe umfassende Dorf gehörte bis 1802 zur Hofmark Hohenkammer. Mit dem Zweiten Gemeindeedikt in Bayern 1818 bildete Oberwohlbach zusammen mit Unterwohlbach eine Ruralgemeinde. Vor 1855 wurde Oberwohlbach nach Hohenkammer eingemeindet.